# Хагфош
Хагфош је град у регији Вермланд, Шведска. Има 5.700 становника.